# ¡Oh, La Habana!
¡Oh, La Habana! es una telenovela original de Abrahan Rodríguez con asesoría de Aida Cayón Rosés y dirigida por Charlie Medina que se emitió originalmente en 2007 por Cubavisión.

## Sinopsis
Mercedes y Edgardo conforman un matrimonio en crisis. Mercedes ha doblado la curva de los cuarenta con un hijo joven producto de una relación anterior que no muestra demasiado interés por estudiar o trabajar. El matrimonio labora en una misma empresa, en la construcción de una obra para el turismo en la que comienzan a ocurrir sospechosos robos. Mercedes conoce en el puerto de La Habana a Cosme, exmarino mercante, y poco a poco se implicará emocionalmente con él, dejando a un lado a un Edgardo mezquino que no la comprende.
En el entorno de la pareja se mueven amistades y familiares. La madre de Edgardo que tiene hijos viviendo fuera del país; el padre alcohólico de Mercedes; Irasema, una amiga de Mercedes y madre soltera que ejerce un férreo dominio sobre su hija joven que se enamorará de un roquero; Lucrecia, compañera de trabajo de Mercedes, habitante de un barrio periférico y procedente del oriente del país, una mujer que enfrenta como madre soltera la crianza de sus tres hijos.
La trama se desarrolla en diferentes barrios de La Habana y la crítica ha considerado que hay en la telenovela un intento de captar la vida espiritual del cubano, su mundo de emociones y de vivencias cruzadas, con matices críticos, con intensidad reveladora, aunque sin excesos.
La corrupción, los negocios ilícitos y otros aspectos sociales, las aventuras extramatrimoniales y los conflictos humanos en general, se mezclan con el homenaje a importantes figuras de la cultura cubana que tienen intervenciones especiales en la trama, ya sea participando en los programas de radio de Facundo Martiatu, el veterano locutor amigo de Cosme, o en otros momentos.

## Elenco
- Larisa Vega como Mercedes Arocha.
- Omar Alí como Edgardo.
- Roberto Perdomo como Cosme Noriega.
- Mario Limonta como Facundo Martiatu, locutor de Radio Litoral.
- Nieves Riovalles como Zaida, esposa de Facundo.
- María Teresa Pina como Lucrecia.
- Roxana Montenegro como Yuneisi.
- Raúl Pomares como Lamberto Arocha, padre de Mercedes. Se llama a sí mismo "Blanco pobre".
- Yadier Fernández como Lino.
- Laura de la Uz como Rosa Maura.
- Marta del Río como Agustina, madre de Edgardo.
- Dianelis Brito como Irasema (Chema).
- Raúl Lora como Lizardo el boxeador, alias Candelita.
- Bárbaro Marín como Arcadio Becerra.
- Félix Beatón como Caramelo.
- Carlos Ever Fonseca como Ormaro, hijo de Mercedes.
- Giselle González como Delenis, hija de Irasema.
- Amarilys Núñez como Adelfa.
- Aleanys Jáuregui como Tahimí.
- Milton García Álvarez como Pedrito, hijo de Lucrecia.
- Olivia Manrufo como Karen.
- Mario Rodríguez como Galufa.
- Mirian Socarrás como Aquitania.
- Enrique Almirante como Sabicú, entrenador de boxeo.
- Yazmín Gómez como Madelaine.
- Alejandro Socorro como Fredy.
- Miriam Alameda como Muriel, hija de Lucrecia.
- Ofelita Núñez como abuela de Samuel.
- Herón Vega como Javier.
- Sandy Marquetti[2] como Alarico, el bailarín.
- David Pérez como Samuel El Fipper, músico del grupo Mala costumbre.
- Carlos Luis González[3] como El Jagger, músico del grupo Mala costumbre.

- Guillermo Figueroa como Mofli, director del grupo musical Mala costumbre.

## Actores invitados
- Manolín Álvarez
- Ida Gutiérrez
- Coralita Veloz
- Paula Alí
- Adria Santana

## Personalidades invitadas
- Rogelio Blaín actor de cine, radio y televisión.
- Ulises Toirac humorista.
- Gladys Goizueta locutora radial.
- Manuel Calviño psicólogo, conductor del espacio televisivo Vale la pena.
- Maité Vera guionista de novelas de radio y televisión.
- Manolo Galbán músico, fue el último guitarrista del cuarteto Los Zafiros.
- Joaquín Cuartas guionista de radionovelas.
- Juanito Camacho musicólogo.
- Guille Vilar músicólogo.
- Pedrito Calvo cantante de música popular.
- Salvador González artista plástico.

## Datos extras
- La grabación de la novela se retardó por compromisos del guionista[4] y al fallecer este, repentinamente, los últimos dieciséis capítulos fueron escritos por Eurídice Charadán.

- La actriz María Teresa Pina debió usar durante las grabaciones, que se alargaron casi dos años, lentes grises, que con el color de sus ojos dan un matiz azul, pues sus hijos en la telenovela tienen los ojos claros.[5]

- En la telenovela aparecen 62 personajes en total, que se han desempeñado en más de 70 construcciones escenográficas y casi con un 45 por ciento de grabaciones en exteriores.[4]

- La telenovela contrasta el centro de La Habana y sus barrios periféricos (San Miguel del Padrón) y en la presentación, realizada por Producciones Giraldilla se incluyen imágenes de lugares representativos de la ciudad como Maternidad Obrera, el bar Floridita, el edificio del Focsa, el Capitolio, el hotel Riviera, etc.

- La telenovela significó el debut en televisión de Milton García Álvarez y Miriam Alameda, en ambos casos como hijos del personaje que interpreta María Teresa Pina[6] y de Giselle González y David Pérez como pareja joven. También fue el debut televisivo de Carlos Luis González.

- El papel de Sabicú fue el último en la televisión cubana de Enrique Almirante antes de su deceso.

- En 2016 se retransmite por Cubavisión Internacional.

## Canción tema
Plegaria a La Habana. Original de Juan Antonio Leyva y Magda Rosa Galbán. Rap de Frank, integrante de Qva Libre

## Temas musicales creados para la telenovela
- ¿Ok, Men?
- Rumba de Tahimí
- ¿Cómo puedo hacerte una canción?
- Mal de amores
- No me alcanza la noche para amarte
- Triste muchachita

## Temas musicales utilizados en la telenovela
- Mambo #8
- Mercedes
- Amigas
- Comprensión
- Sabrosona
- Ay, amor
- Mambo influenciado
- El bombín de Barreto
- Blancas azucenas

## Premios
- Premio Caricato de actuación masculina a Omar Alí.
- Premio Caricato de actuación femenina a Yazmín Gómez.